# Partanna
Partanna ist eine Stadt im Freien Gemeindekonsortium Trapani in der Region Sizilien in Italien mit 9788 Einwohnern (Stand 31. Dezember 2023).

## Lage und Daten
Partanna liegt 82 km südöstlich von Trapani entfernt. Partanna bedeckt eine Fläche von 82 km², das ergibt 139 Einwohner pro km². Die Einwohner arbeiten in der Hauptsache in der Landwirtschaft, in Färbereien und in der Getränkeindustrie.
Die Nachbargemeinden sind Castelvetrano, Montevago (AG), Salaparuta und Santa Ninfa.

## Geschichte
Der Ursprung der Gemeinde liegt in griechischer Zeit. Im Mittelalter entwickelte sich die Stadt um das Schloss herum. Im Jahre 1139 wurde es Lehen der Familie Grifeo.
Bei dem Erdbeben 1968 wurden große Teile der Stadt zerstört. Die Gemeinde wurde an gleicher Stelle wieder aufgebaut.

## Sehenswürdigkeiten
Die Kirche Trasfigurazione di Nostro Signore Gesù Cristo, die Chiesa Madre von Partanna, gebaut von 1589 bis 1676, steht in der Via Vittorio Emanuele und ist die Pfarrkirche von Partanna. Bei dem Erdbeben 1968 teilweise zerstört wurde sie danach wieder restauriert. Die Kirche besteht aus drei Schiffen. Hier hängen Bilder aus dem 17. Jahrhundert. Die Orgel wurde von Paolo Amato entworfen.
Nördlich des Ortes steht das Heiligtum der Madonna della Libera, erbaut zwischen 1975 und 1982. Die Kirche ist aus Stahlbeton gebaut und hat einen hohen Kampanile.
Das Schloss Castello dei Grifeo in der Mitte des historischen Zentrums ist in arabisch-normannischer Zeit erbaut worden. Im 14. und 17. Jahrhundert wurde es weitgehend umgebaut.

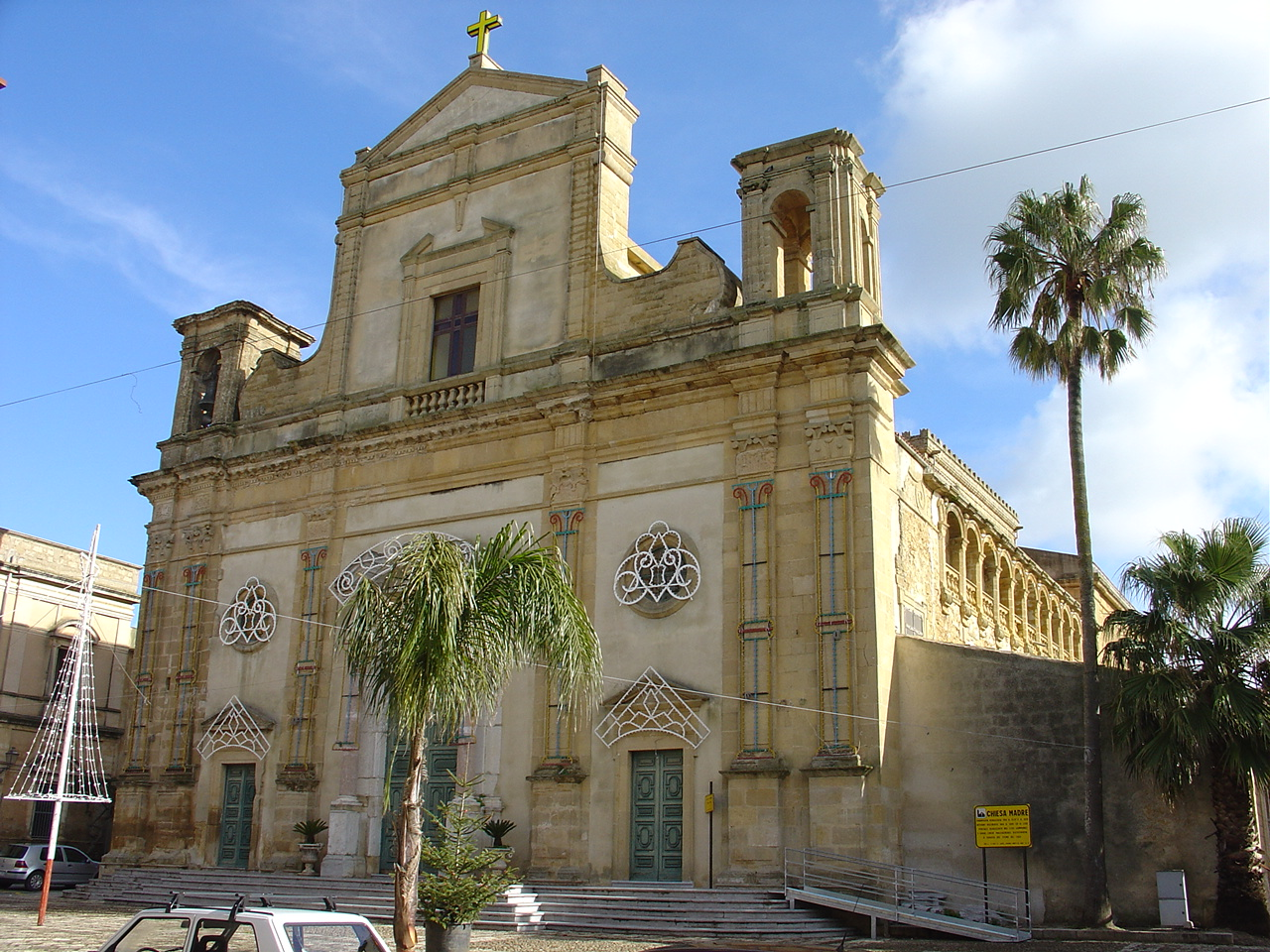
Chiesa Madre
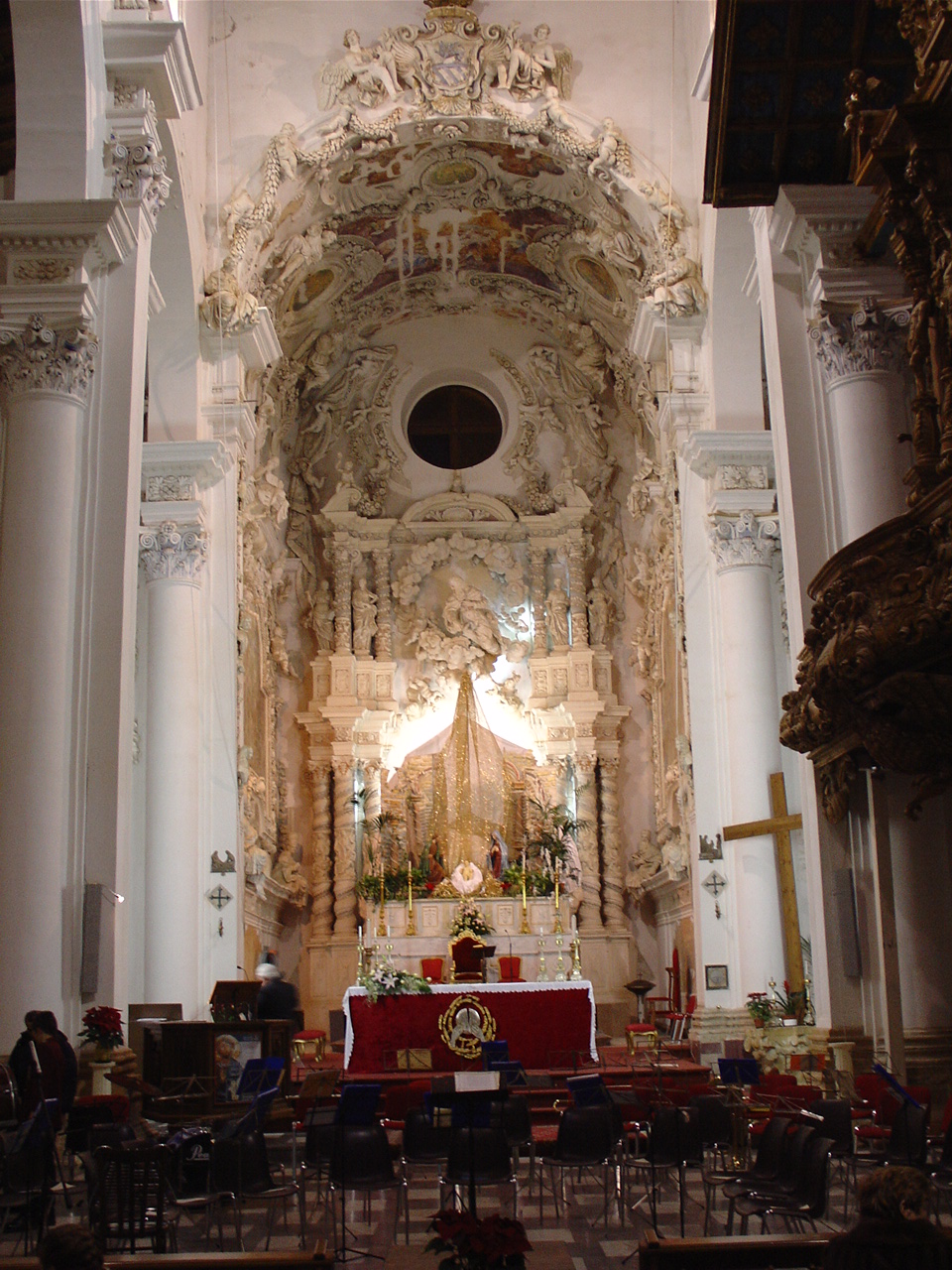
Chiesa Madre
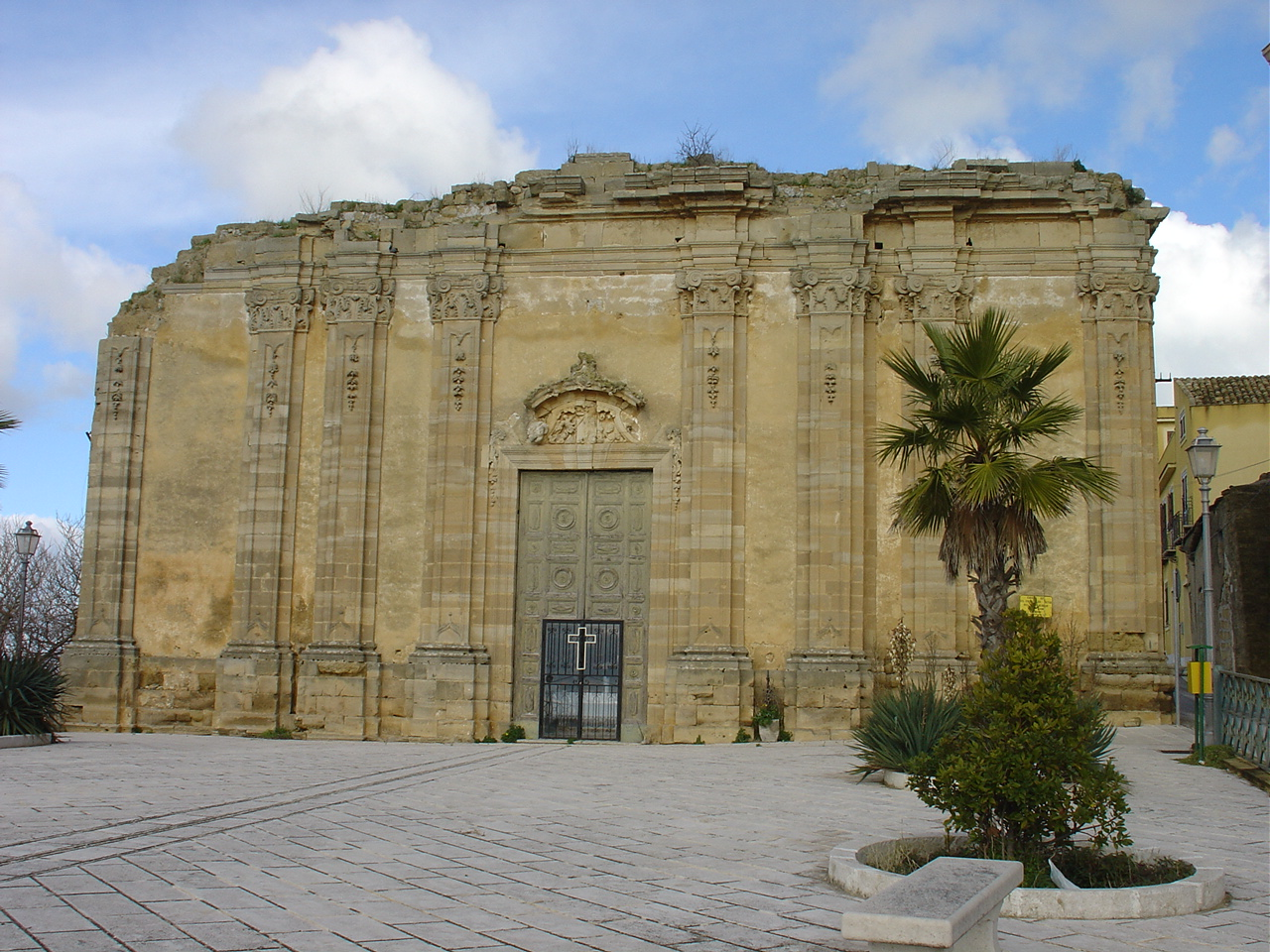
Chiesa del Purgatorio
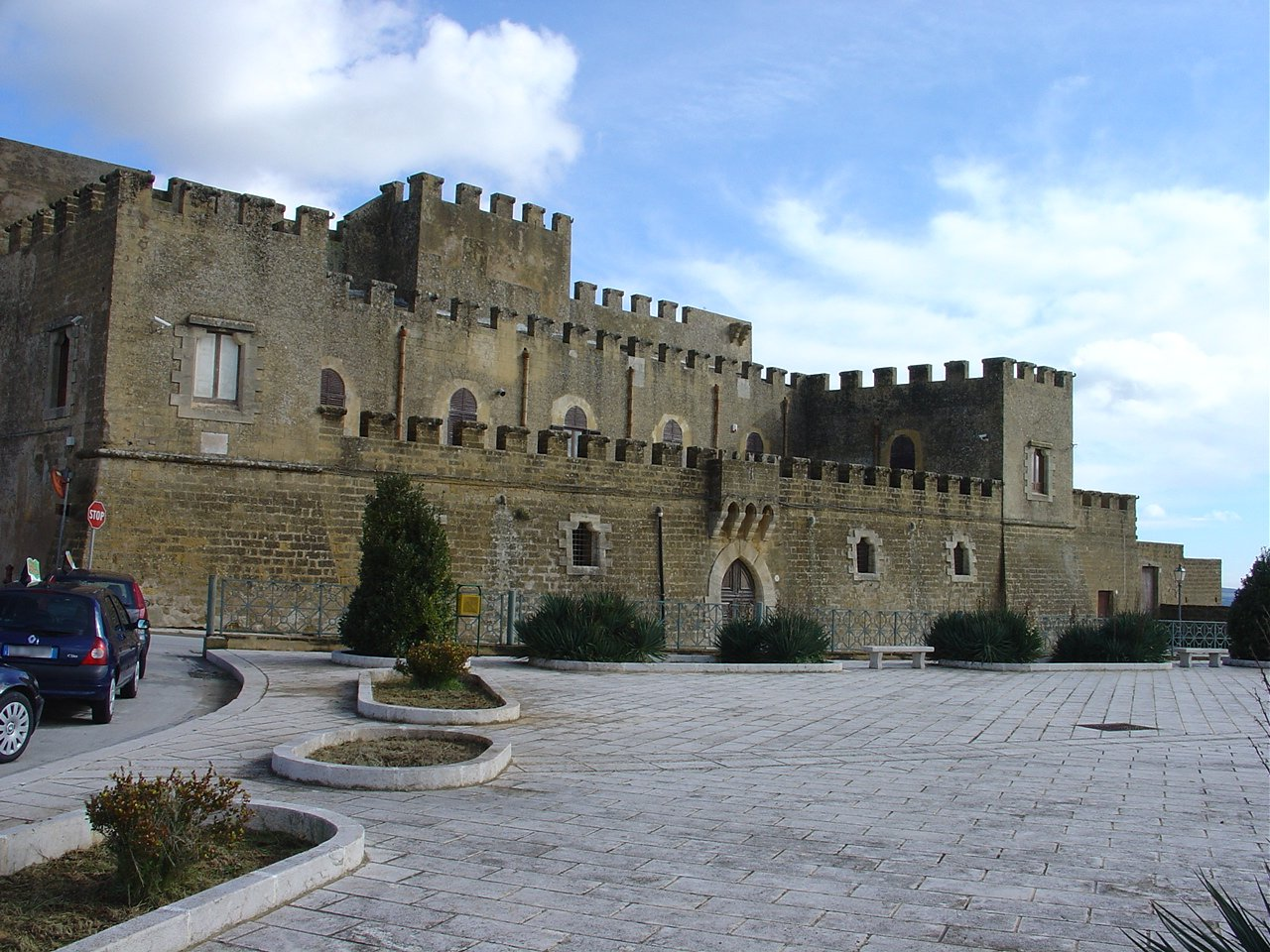
Castello dei Grifeo

## Weiteres
Bekanntheit erlangte der Ort durch das Buch Rita Atria, eine Frau gegen die Mafia der Autorin Petra Reski. Die Biographie handelt vom Leben Rita Atrias, (* 1974 in Partanna; † 1992 in Rom). Es schildert den mafiösen Sumpf aus Kriminalität und Korruption in der Stadt. Nachdem Ritas Vater und ihr Bruder, beide Mitglieder der Mafia, getötet wurden, entschied sich Rita in einem mutigen Schritt gegen die Mafia in Partanna auszusagen. Nach den Anschlägen auf die Richter Giovanni Falcone am 23. Mai und Paolo Borsellino am 19. Juli des Jahres 1992 beging Rita Atria kurz darauf Suizid in Rom und teilte in einem Brief mit, dass sie nun niemand mehr schützen könne.